# Angelica Penn
Angelica Penn (* 14. November 1985 in London, England) ist eine britische Schauspielerin und Country-Sängerin.

## Leben
Penn studierte von 2006 bis 2009 an der Oxford School of Drama. 2010 gab sie im Fernsehfilm Lake Placid 3 ihr Schauspieldebüt. Sie lernte Kacey Clarke bei den Dreharbeiten kennen und seitdem verbindet sie eine tiefe Freundschaft. 2012 folgte die Episodenhauptrolle der Bernie Henderson in der Fernsehserie George Gently – Der Unbestechliche. 2015 war sie in acht Episoden der Mini-Serie The Marijana Method in der Rolle der Antonia. Sie ist Sängerin der Country-Band Marc & Angelica.

## Filmografie
- 2010: Lake Placid 3 (Fernsehfilm)
- 2012: George Gently – Der Unbestechliche (Inspector George Gently) (Fernsehserie, Episode 5x04)
- 2015: The Marijana Method (Mini-Serie, 8 Episoden)